# جریکو، شهرستان کلموت، ویسکانسین
جریکو (به انگلیسی: Jericho) یک منطقهٔ مسکونی در ایالات متحده آمریکا است که در شهرستان کالومت، ویسکانسین واقع شده‌است.